# ライザのアトリエ3 〜終わりの錬金術士と秘密の鍵〜
『ライザのアトリエ3 〜終わりの錬金術士と秘密の鍵〜』（ライザのアトリエスリー おわりのれんきんじゅつしとひみつのかぎ）は、コーエーテクモゲームスより発売のゲームソフト。「アトリエシリーズ」の一作。
Nintendo Switch・PlayStation 5・PlayStation 4・PC（Steam）のマルチプラットフォームでSwitch/PS5/PS4版は2023年3月23日発売（Steam版は翌24日配信）。

## 概要
錬金術によるアイテム作成を主題としたアトリエシリーズの24作目（スピンオフ系タイトルを除く）。2022年9月13日配信の「Nintendo Direct」にて発表された。
『ライザのアトリエ2 〜失われた伝承と秘密の妖精〜』の続編。『2』のおよそ1年後の物語が描かれ、ライザを主人公とした「秘密シリーズ」の完結編となる。
本作発売によって2023年6月27日時点で、秘密シリーズ三作の累計出荷本数は200万本を達成した事が発表された。
過去作では1つの地方のみが舞台だったが、今作ではクーケン島周辺地域、クレリア地方、ネメド地方、異界オーリムという4つの地方が舞台となる（後にDLCでロスカ島と王都辺境地域が追加）。また、各地方内は広大なオープンフィールドとなっており、ロードを全く挟まないシームレスな移動が行える。

## ゲームシステム
過去作と同じように基本的に年月や期間の設定はなく、1日の時間帯はライザのアトリエ内のベッドで寝たり、焚火にアクセスすることで自由に変更可能。フィールド上のアクションは前作の物に加えて「崖を掴んで上る」、「スライディングで滑る」、「ジップラインを使って移動する」など更に増えた。また、前作の霊獣が今作も登場し、新たに水獣や地獣といった種類を仲間にできる。他には仲間達と料理を食べ、一時的にステータスが上がったり素材の採取品質が上昇したりする「キャンプ」や、各地に独自のアトリエを建てる「アトリエ建築」といった要素が加わった。
今作では「鍵」が重要なシステムとなっており、キャラクターに装備してステータスを強化する「シンボル効果」、戦闘中に力を発揮する「バースト効果」、「サプライポート」と呼ばれるフィールド上に置かれた宝箱や結界の解錠に使う「アドベンチャー効果」、調合時に発揮される「シンセサイズ効果」の4つの効果を持つ「秘密の鍵」が登場する。これらを各地方のランドマークや敵の魔物から入手し、フィールド上の探索や戦闘、調合などに使用していくのが主となる。当初は「虚ろの鍵」という何度でも作成できる鍵でしか秘密の鍵を作れないが、後によりレアリティの高い秘密の鍵が入手可能な「無垢の鍵」が調合可能となる。
調合システムについては「マテリアル環」の性質を変化させる「リンクコール」が新しく行えるようになり、リンクコールをしないと出現しないアイテムレシピも存在する。また、前作に引き続いて今作でも「SP」を消費してアイテムレシピを習得していく「スキルツリー」型式が採用されている。素材・アイテムには従来の特性以外に「超特性」というより強力な効果を持つものがあるが、マテリアル環の超特性環を開放しなければ効果は発揮されないため注意。
メインストーリーの進行中は各地方で「ランダムクエスト」（特定の魔物の退治、特定のアイテムを渡す、互いにアイテムを交換する等）や「ワールドクエスト」（地方独自の大がかりなもの）が発生することがある。クエスト発生中はマップ上にアイコンが表示される。他にも街中にいる猫や犬を撫でたり、フィールド上で光る動物を追ったりするとアイテムが手に入るといったシステムもある。

## 登場人物

### 主要人物
ライザリン・シュタウト
声 - のぐちゆり
本作の主人公。愛称は「ライザ」。21歳。身長163cm。錬金術士として成長し、現在もその腕を磨いている。カーク群島の出現に際して、「万象の大典」という謎の存在からの接触も受けたことで、クラウディアやレントを招集し、カーク群島へ調査と冒険に出発する。ここぞという際には頭が冴え、錬金術で新たな物を創造し、困難に立ち向かっていく。各地方から戻った際は実家に顔を出し、両親と過ごして近況を報告することを欠かさない。
3度目の大冒険で多くの地域を旅して、多くの人達と交流する中で自分は何をしたいのか、将来何をするのか、未来と向き合う。
クラウディア・バレンツ
声 - 大和田仁美
行商人ルベルトの娘。21歳。身長164cm。今作では商会内での地位を固め、成長部署を任されるほどにまで出世する。武器は前作から変わらず弓を扱っている。カーク群島調査のためにライザから招集されたことでレントと共にクーケン島へとやって来る。病床の母の件に関し、将来的にライザのような錬金術の力を利用して皆が薬の鑑定が出来るような仕組みの構築を望んでおり、ライザ以外の腕の良さそうな錬金術士の探索も行っている。
バレンツ商会の持つ流通網を活用した連絡役も務め、サルドニカやフォウレ等の旅先で取引先の拡大を狙う商人としての一面がより垣間見えるようになった。
レント・マルスリンク
声 - 寺島拓篤
ライザの幼馴染の一人。22歳。身長179cm。相変わらず武者修行の旅を続けていたが、カーク群島調査のためにライザから招集されたことで、クラウディアと共にクーケン島へとやって来る。また、旅中に離婚した母親と偶然再会しており、彼女からの手紙を父親のザムエルへと渡す。中々手紙を送ってきた件が分からずに一人悩んでいたザムエルには最終的に正解を教え、直接別れた妻に会いに行くために旅立つことを決意した父親と正面から向き合い、背中を見送った。
熟達した一人前の戦士として、指南を受ける側から今度はディアンの指南役に回る事になった。
タオ・モンガルテン
声 - 寺島惇太
ライザの幼馴染の一人。19歳。身長170cm。王都にて学生として過ごす傍ら、遺跡研究にも精を出している。今作ではちょうどクーケン島に戻っていた際にカーク群島の出現に立ち会う。10年に一人出るか出ないかと言われる超高難度のロテスヴァッサ王国の王立学術院の推薦審査に合格したものの、どちらかに受かればと良いと軽い気持ちで論文を提出した「考古学」と「建築」の二つの学科に両方とも受かってしまったため、将来の進路として進む先を決められず、内心悩みを抱えている。
相変わらずパティに思いを寄せられている事に気付かず、それとないアピールも通用しない朴念仁だが少しずつ変化の兆しが出てきた。
ボオス・ブルネン
声 - 阿座上洋平
ブルネン家の息子。22歳。身長174cm。勉学や剣術修行に励んだ末、ついにライザ達と共に冒険に出る。ブルネン家の跡継ぎということから責任感も強くなり、モリッツから婚約者を宛がわれようとした際は、キロへの一途な思いからそれを断っている。なお、まさかライザに対して思いを寄せているのではと勘ぐったモリッツには「それは絶対にない」と返し、ランバーからその経緯を教えられたライザは「何が絶対にあり得ない」のかと激怒した。
キロとの再会を果たし、跡取りとして、一人前の男としての責任と覚悟を示す。
フェデリーカ・ランベルティ
声 - 諸星すみれ
工芸都市サルドニカの工匠組合長代理の女性。18歳。身長162cm。鉄扇を武器とする。父親は亡くなっており、カーク群島で見つかった紋様とサルドニカの関連性からライザ達をサルドニカに案内する。普段は魔石派とガラス派の折衝、工匠達の要望の対応、予算の配分など街の運営管理等を行っている。対立する両派閥の和解後は、ライザ達の旅への同行を決める。ちなみに方向音痴な所があり、地図がないとサルドニカの街中ですら迷ってしまう。
若くして父の跡を継ぐ形で組合長の椅子に座ったものの、まだまだ未熟だからと自分で代理の肩書を外そうとしないがアルベルタやサヴェリオ始め街の住民たちからはその手腕を認められている。
組合長代理でありながら自らも作品を手掛ける職人。
ディアン・ファレル
声 - 三野雄大
辺境の里「フォウレ」の戦士の少年。15歳。身長166cm。閉鎖的な里の雰囲気やネメド地方の廃墟から「光の種」という道具を持ち帰るという「種拾い」に嫌気が差しており、ライザ達の旅に同行する。武器として斧を扱う。先に里を訪れたアンペルやリラからライザ達のことを聞いていたため、漁村で初めて出会った彼女達に一芝居打って里へと案内した。ライザのことはその優れた錬金術の腕を尊敬し、「ライザ姉」と呼ぶほど慕っている。
やがて衰退する里を救う道を探すため、成長を認めたドルトとデアドラに旅に出て見聞を広める大役と称号を賜った。
カラ・イデアス
声 - 羊宮妃那
異界オーリムの地「ウィンドル」を治めるオーレン族の大長老（氏族は奏波氏族）。年齢は不詳。身長152cm。幼い容姿とは裏腹に実年齢は1000歳を超えるという。武器はウォーハンマー。大長老らしく知識は豊富だが、無邪気でお茶目な面も併せ持つ。ライザ達と出会ったことで仲間となり、彼女達の旅に付いていくことを決める。だが、その際は度々里を空けることになるため、ウィンドルへ戻った時は同胞達から毎回説教を受ける羽目になる。
フィルフサやクリント王国、神代の民とも戦ってきた歴戦の戦士でもあり、文字通り生き字引とも呼べる存在。
アンペル・フォルマー
声 - 野島裕史
流れの錬金術士。ライザの錬金術の師匠。年齢は不詳。身長172cm。リラと異界の門を封じる二人旅を続けていたが、ネメド地方の遺跡を訪れていた際、立入禁止区域に入ったことでフォウレの里で幽閉されてしまう。その後、ライザ達の尽力でリラと共に解放され、彼女達の旅に同行する。今作では王宮の錬金術士であったアンペル自身の過去や出自、普通の人間よりも長寿なことやモノクルを掛けている理由の詳細が語られる他、彼なりの悩みも描かれる。
リラ・ディザイアス
声 - 照井春佳
アンペルと共に旅をしているオーレン族の女戦士（氏族は白牙氏族）。レントの戦闘術の師匠。年齢は不詳。身長164cm。アンペルと同じくフォウレの里で幽閉されていたが、後に解放される。奏波氏族のカラと出会った際はリラからしても伝説的な存在であったため、驚いていた。アンペルの悩みや苦しみを理解しているが、うまく支えれないことを苦々しく感じることも。アンペルの母親のことを知った際は、錬金術に縛られてなどいないと彼を諭した。
パトリツィア・アーベルハイム
声 - 大空直美
王都の貴族であるヴォルカーの娘で、タオの教え子。愛称は「パティ」。17歳。身長157cm。今作では髪をポニーテールに結んでいる。王立学術院への進路をはっきりしないタオにいてもたってもいられず、後を追ってフォウレの里までやって来る。後先考えず飛び出してきた点については、後に父からも了承を得る。タオに論文の提出を進めた件から、彼のために出来ることを考え、父に相談して学術院への進路決定の期限を延ばせるよう尽力する。
タオへの好意は変わらず、論文提出を進めたのも王立学術院の推薦審査に合格したエリート学者なら貴族の娘である自分とも格が釣り合うから父親も文句はないはず、と思い立ったからであった。

### クーケン島
モリッツ・ブルネン
声 - 竹内良太
ボオスの父親。54歳。身長175cm。ラーゼンボーデン村の有力者としてクーケン島の発展やカーク群島の対処のために動いており、ボオスに関してもそろそろ婚約者を見つけるべきだと考えている。
群島の出現をビジネスチャンスと捉え、冒険者や観光客を受け入れるための住宅の建設等を始めて島の開発を推し進めるが島の原風景を失くしてしまう程の大規模な開発を計画した事で、ライザ達と衝突してしまう。
実は交易への悪影響や農産物の質の変化で島が立ち行かなくなる事を恐れて、何とか産業を興そうとした結果であり島を思っての行動だった事を知ったライザは問題の解決に乗り出し、最終的に開発計画は白紙となった。
ランバー・ドルン
声 - 落合福嗣
元・ボオスの子分。22歳。身長168cm。現在は性格も真面目になり、ボオスと同じく剣を握るようになった。村やブルネン家のために働いている。
ボオスの秘書兼、島の護り手の新人になった。
アガーテ・ハーマン
声 - 浅野真澄
ラーゼンボーデン村の「護り手」のリーダー。26歳。身長174cm。すっかり成長したライザ達を見守りながら、護り手としての仕事をこなしている。
カール・シュタウト
声 - 緑川光
ライザの父親。46歳。身長176cm。相変わらず畑仕事に精を出している。仲間達と共にあちこち飛び回る娘のライザへの気配りは忘れていない。
ライザに何がしたいか、どうしたいか未来に向き合ってみる様に優しく諭す。
ミオ・シュタウト
声 - 永島由子
ライザの母親。44歳。身長162cm。錬金術への偏見も無くなり、ライザとの仲も良好。娘があまり家にいないことには寂しさを感じることも。
ザムエル・マルスリンク
声 - 松山鷹志
レントの父親。51歳。身長184cm。4年前と比較して、粗暴な態度はあまり見られなくなったものの、息子のレントとの確執は続いている。
別れた妻からの手紙の意味をさっぱり理解できず、悩んでいた所レントにヒントを貰い、最終的に妻と向き合い直接手紙の事を聞くために旅に出る。
古老
声 - 宮園拓夢
ラーゼンボーデン村のお偉方の一人。以前ほどの保守的な考え方を辞め、ライザ達やモリッツとの関係も多少なりとも変化した。
フレッサ
ラーゼンボーデン村の雑貨店主。1作目では声も無いNPCだったが、今作ではキャラクエストにてしゃべることがある。

### クレリア地方
アルベルタ・ローズ
声 - 沢海陽子
サルドニカの魔石細工派を束ねる女性。35歳。身長164cm。肝が据わっており、過去からの伝統を継ぐべく活動している。ガラス派閥のサヴェリオとは対立していたが、フェデリーカから彼女の父の想いと両派閥の融和の願いを聞き入れ、技術の発展にも目を向ける。両派閥の対立が解消した後は、サヴェリオと共にフェデリーカを旅立つよう送り出した。
サヴェリオ・グランテ
声 - 高橋広樹
サルドニカのガラス細工派を束ねる青年。28歳。身長171cm。明るい性格で、新分野を切り開くために行動している。フェデリーカのことは「お嬢」と呼び、アルベルタと同じくフェデリーカの努力を認めている。また、後々にアルベルタと共にライザに依頼し、フェデリーカに融和の工芸品である魔石細工とガラス細工両者の技術の粋を集めた装飾品を贈り物として送っている。
アンナ・ミランダ
声 - 今野宏美
サルドニカの工匠組合本部にて受付嬢を務める眼鏡の女性。25歳。身長159cm。サルドニカ出身ではなく、工芸好きなことから街へとやって来た。普段は事務仕事をこなしながらフェデリーカを支える。サビーノというサルドニカで有名なガラス職人のファンでもある。

### ネメド地方
ドルト・カーティス
声 - 置鮎龍太郎
フォウレの里の指導者。51歳。身長179cm。里の内外に交易品として流通する「機具」という特殊な道具の製造を行う技術者でもある。それ故、里の民やライザ達からは本名ではなく「験者（げんじゃ）様」と呼ばれる。験者の名は機具製造の才を持つ者が代々継ぐという。里の将来の道を考え、ディアンについても陰ながらその身を案じている。
将来の無い機具の秘密をディアンに明かし、それでも諦めず前を向いたディアンの成長を認めた。
デアドラ・ノースフィル
声 - 桑島法子
ディアンの育ての親で、フォウレの里の自警団的な組織「種拾い」の長を務める女性。26歳。身長166cm。過保護で心配性な面があり、ディアンからは迷惑がられることもある。また、ディアンの前では身だしなみもだらしなく、家の中では服すら着ていないことも普通だという。それをディアンから聞いたライザ達は流石にどうかと呆れていた。

### 異界オーリム
キロ・シャイナス
声 - 三上枝織
1作目に登場したオーレン族（氏族は霊祈氏族）の女性。年齢は不詳。身長159cm。今作ではフィーを連れてウィンドルを訪れ、ライザやボオス達と久しぶりに再会する。後にボオスは「いつか俺の故郷で父に会ってくれ」と彼女にプロポーズし、その場に居合わせたライザとパティは驚くこととなった。
フィー
声 - 和多田美咲
前作でライザ達が出会った小動物。1歳。体長50cm。その正体は異界に住む「宥めの精」。異界に帰還後、キロと出会って彼女と共にウィンドルにやって来る。相変わらずボオスの頭の上がお気に入り。また、ライザはフィーの首飾りが壊れかけていることに気付き、それを錬金術で修復している。

### その他
ロミィ・フォーゲル
声 - 長久友紀
行商人の女性。27歳。身長154cm。今作では王都から出て行商人生活へと戻り、クレリア地方でライザに再会し、その後は各地方（クーケン島の港、クレリア地方のサルドニカ、ネメド地方のフォウレの里）で商品を売ってくれる。前作と同様に、ショップの開発が可能。
クリフォード・ディズエル
前作の仲間の一人であるトレジャーハンター。今作では登場はしないが、クラウディアのキャラクエストにて名前が出る他、とあるイベントシーンにもちゃっかり姿がある。
セリ・グロース
前作の仲間の一人であるオーレン族の女性（氏族は緑羽氏族）。前作から続いてアンペル、リラと共に森を浄化するための植物の種を集めながら旅をしていたが、まとまった種を集める事が出来たため、一旦異界に戻った。今作では名前のみ登場。
ルベルト・バレンツ
クラウディアの父親。今作では登場はしないが、現在は主な隊商をクラウディアにまかせ、故郷にて運営の総括をしている。
パミラ・エービス
過去作にも登場した冒険者の女性。今作では終盤にクーケン島を訪れ、ライザに王都の露店で見つけた錬金術のレシピを渡す。
エミル
かつてのアンペルの同僚で、調合材料に細工し、アンペルの腕を壊した人物。独自に万象の大典を調べ、手記を残していた。
アンペルをして天才と言わしめる程の確かな才能と腕前があり、各地でその足跡を見る事が出来る。ある地方ではエミルの隠された一面や、アンペルの事故についての真実を残していた。

## 用語

### 地名・施設
クーケン島
1作目から4年の時が経って知名度が上昇し、島を訪れる観光客や移住者が増えて来ており、宿屋や移住者用の共同住宅の建築が行われる。また、ブルネン家の水源消失後から使用されている淡水化装置が原因でクーケンフルーツの味が変化してしまったため、ライザは新たに装置を改良して水質を改善させた。
クーケン島周辺地域
今作で最初の舞台となる地方。基本的に1作目と変わりはないが、流星の古城の上層部やピオニール聖塔の内部など、一部で立ち入れない場所がある。反対に、忘れ去られた廃村や古びた大邸宅といった新しく訪れることが可能な場所もある。カーク群島へは隠された入り江の西側から徒歩で行くことができる。
カーク群島
クーケン島が浮かぶエリプス湖の湾口に突然現れた巨大な群島。人工島であるクーケン島の心臓部の浮上装置に悪影響が起きた他、島と外との交易も不便になったため、ライザ達が調査をしに訪れることとなる。イルカやウミガメなどが生息しており、群島の奥には宮殿のような建物と謎の扉がある島が存在する。
最初は不気味がられていたが、新たな素材や物珍しさから観光客や冒険者が集まるようになる。
クレリア地方
王都に次ぐ規模の都市「サルドニカ」があり、巨大な鉱山地帯を有する地方。ライザ達がフェデリーカと共に訪れることとなる。サルドニカは工房の立ち並ぶ工芸都市として有名で、代々ランベルティ家が組合長を務め、現在は開港百周年に備えて世紀の彫像の制作が予定されているが、魔石細工派とガラス細工派がどちらが像を作るかをめぐってどちらが優れているのか、どちらが街の顔に相応しいのかまで発展した対立が起きている。
かつてとある錬金術士が街を開いた、とされ錬金術は他の地方よりも身近な存在。
ネメド地方
ロテスヴァッサ王国の秘境にある地方。ライザ達がクレリア地方の次に訪れることとなる。神代の民が建てたというネメドの遺跡があり、百数十年に一度「竜の嵐」と呼ばれる災害が起きると言われる。ディアンの「フォウレの里」や漁村では、遺跡で取れた動力源の「光の種」を使った特殊な機具が流通している。
異界オーリム
ライザ達の世界とは別の「異世界」。ウィンドル、コナードル、シヴドルといったオーレン族の集落があるが、フィルフサやクリント王国の被害を受けた所も多い。今作ではカラ達が住むウィンドル周辺が舞台となる。ウィンドルは川の中州にあるため、一部がフィルフサによる汚染を逃れ、昔のままの自然が残る。
王立学術院
ロテスヴァッサ王国における最高学術研究機関。ボオス曰く、「学術院への推薦が通るのは、10年に一人出るか出ないか」と言われる程の難関だとされる。タオはパティからの提案を受けて考古学科と建築学科の二つに論文を提出したが、両方の学科から合格通知が届く結果になった。
万象の大典
神代（かみよ）の民が創り上げたとされる叡智の神殿。竜脈の狭間に存在しており、通常の方法では辿り着くことすらできない。ライザに対して、謎の呼びかけを行う。神代の民はカーク群島や異界、フィルフサにも関わっていると目され、ライザ達は冒険を通してその核心に迫っていく。
ロスカ島
DLCで訪れることができる。辺り一面が大量の白い砂に覆われた島で、所々では竜巻が発生している。島の各所には「開明」「創世」「異空」の名が付いた3つの社が点在し、中央には巨大な塔がそびえている。万象の大典との関連性が考えられたことから、ライザ達が調査のために向かう。
アスラ・アム・バート辺境地域
DLCで訪れることができる。前作の舞台の王都から真逆に位置する地域。周囲を柵に囲まれ、地図にも載っていない。過去にここの遺跡の調査をしていた研究院が隔離措置を取った。小さな村があり、住民がのんびりと暮らしている。ライザ達はクリフォードからの手紙でこの地を知った。

### 種族・生物
オーレン族
異界の現住種族。かなりの長寿で銀色の髪を持つ。種族としては体感で方角が分かる、体のどこかに毛が生え換毛期がある（氏族により生える場所が違う）、あまり睡眠を取らずとも平気、といったものが特徴。生まれつき鼻が利き戦闘力が高い「白牙氏族」、聖域の守護を担い強力な精霊魔法を扱う「霊祈氏族」、木精という精霊を操る「緑羽氏族」、戦闘を専門とせず氏族の連絡役を務める「風衣氏族」、異界の守護者とされオーレン族の中でも伝説的な存在の「奏波氏族」といった各氏族に別れている。
各地に集落はあるものの国と言う単位は無く、氏族の数も把握されていない。神代の民が戦いのために作った地図を見るまで、海を越えた先の大陸の存在すら知らない者がいる程に外部との交流は限定的。
寿命が長い故に歴史は書物に残すより口伝が主となっている。
フィルフサ
異界の侵略生物。ハリネズミやサソリ、甲虫のような姿をしており、強大な王種をリーダーとして活動する。土地や生態系を大規模に汚染し、時には大群が移動して餌を求める「大侵攻」と呼ばれる現象を引き起こす。また、水を嫌うという習性を持つ。過去にはクリント王国が滅亡する切っ掛けを作った。フィルフサの正体は寄生外殻と呼ばれるべき種で、移動する動物に取り付いて神経中枢を乗っ取り、姿形は奪った生物を模倣する。水を嫌うのは外皮の結合を破壊してしまうため。
元々オーリムに生息していたがオーレン族とは川を隔てて生活圏が分かれていた事、自然豊かで水が豊富だった事で脅威では無かったがクリント王国の侵略によって水が失われた事をきっかけに、各地にあふれ出し生態系を破壊してしまった。
神代の民はその戦闘能力に目をつけ、兵器として利用していた。
宥めの精
異界に住むフィーの種族。竜の近縁種とされる。感応能力で自身と絆を結んだ者に対して力を与え、異界でしか生きられないために前作では衰弱してしまった。ウィンドルにも昔は多くが住んでいたという。古竜が「風あと」を辿って世界を超える際に発生する大嵐を、竜と同調して和らげる性質を持つことから、「宥めの精（宥めすかす精霊）」と呼ばれる。奏波氏族にとっても大切な友人関係にあったが、神代の民に乱獲されたことで数を減らし、現在では散り散りになってしまった。

### その他の用語
竜の風あと
異界に住む古竜が「往きて還りし故郷（ライザ達の世界）」へと渡った証。人工的に作られた旧時代の異界の門ではなく、自然に開いた門のことを指す（竜が自らの死期を悟ると、門を開いて世界を渡る）。あくまでも自然発生的なものであるため、門が繋がっている先も不明。
狂気の源泉
神代の民が作り上げた装置（力の分配器）。フィルフサに装着され、心臓に当たる部分に力を送ってフィルフサを強化すると同時に制御下に置く。宿主であるフィルフサが倒された後も力の送信が止まることはないため、放置し続けると行き場を失った力が集中し、やがて爆発する。